# Knis
Knis [pronunciación en polaco: /knis/] (en alemán: Gneist) es un pueblo ubicado en el distrito administrativo de Gmina Ryn, dentro del Condado de Giżycko, Voivodato de Varmia y Masuria, en Polonia del norte. Se encuentra aproximadamente a 6 kilómetros al norte de Ryn, a 17 kilómetros al suroeste de Giżycko, y a 72 kilómetros al este de la capital regional Olsztyn.
Antes de 1945, el área fue parte de Alemania (Prusia Oriental).
El pueblo tiene una población de 80 habitantes.